# Nelojalna konkurencija (strip)
Nelojalna konkurencija je epizoda Dilan Doga objavljena u Srbiji premijerno u svesci #11. u izdanju Veselog četvrtka. Koštala je 150 din (2,3 €; 2,7 $). Imala je 94 strane. Na kioscima se pojavila 20. novembra 2008.

## Originalna epizoda
Originalna epizoda pod nazivom Concorreanza sleale objavljena je premijerno u #220. regularne edicije Dilana Doga u Italiji u izdanju Bonelija. Izašla je 23. decembra 2004. Naslovnu stranicu je nacrtao Anđelo Stano, scenario napisao Pasquale Ruju, a nacrtao Giampiero Casertano. Koštala je 3,9 €.

## Kratak sadržaj
Dilan dobija konkurenciju u vidu Debi Dojl. Debi je odlučila je Dilanu otme mušterije. Otvorila je kancelariju u Craven Roadu i svoje usluge počela da naplaćuje 10 funti dnevno manje. Dilan se oseća ugroženo i odmah ulazi u sukob sa Debi. Međutim, uskoro kod Dilana dolazi nova mušterija, gospodin Campbell, koji želi da mu Dilan pomogne da pronađe zamak koji ne nasledio. Problem je u tome što je zamak nestao. Dilan ponovno doživljava šok kada saznaje da je g. Campbell istovremeno angažovao i Debi za isti posao.

### Pojava crtača
U poslednjem kadru crtač Đampiero Kasertano prolazi pored Dilanovog stana.